# Lachnaea stokoei
Lachnaea stokoei är en tibastväxtart som beskrevs av Beyers. Lachnaea stokoei ingår i släktet Lachnaea och familjen tibastväxter. Inga underarter finns listade i Catalogue of Life.